# 1933年の宝塚歌劇公演一覧
本項目では、1933年の宝塚歌劇公演一覧（1933ねんのたからづかかげきこうえんいちらん）について示す。

## 一覧
（）内は、作者または演出者名。

### 宝塚公演

#### 花組
- 1月1日 - 1月31日　宝塚大劇場
  - 『蝦夷の義經』（久松一聲）
  - 『相合袴』（水田茂）
  - 『巴里ニユーヨーク』（白井鐵造）

#### 月組
- 2月1日 - 2月28日　宝塚大劇場
  - 『追儺物語』（小野晴通）　　
  - 『サーカス』（岩村和雄）
  - 『鏡獅子』（水田茂）
  - 『巴里ニユーヨーク』（白井鐵造）

#### 雪組
- 3月1日 - 3月31日　宝塚大劇場
  - 『水かけ聟』（竹原光三）　
  - 『ルーレツト』（宇津秀男）
  - 『輪捕り』（久松一聲）
  - 『二人傀儡師』（坪内士行）

#### 花組
- 4月1日 - 4月30日　宝塚大劇場
  - 『仲麿の妻』（小野晴通）　　
  - 『火吹竹参内』（久松一聲）
  - 『世界一周』（寶塚少女歌劇團）

#### 月組
- 5月1日 - 5月31日　宝塚大劇場
  - 『八犬傳』（坪内士行）
  - 『ヴオルガの船唄』（岸田辰彌）
  - 『お夏幻想曲』（水田茂）　　
  - 『ラヴリイラーク』（佐藤邦夫、宇津秀男・補及振付）

#### 合同
- 5月1日 - 5月21日　宝塚中劇場(日本舞踊専科創設記念)
  - 『朝比奈蜂合戰』（久松一聲）　
  - 『ジャンヌの扇』（白井鐵造）
  - 『隅田川の四季』（竹原光三）　
  - 『ベルリン娘』（堀正旗　訳・演出）

#### 雪組
- 6月1日 - 6月30日　宝塚大劇場	
  - 『佛御前』（坪井正直）
  - 『れ・ろまねすく』（小林吉三）　　
  - 『弓の勘太』（岸いさむ）　　
  - 『ゴールド・ラッシュ』（宇津秀男）

#### 星組
- 7月1日 - 7月31日　宝塚大劇場	
  - 『指輪の行方』（坪井正直）　
  - 『螢塚』（坪内士行）　　
  - 『なぐられ醫者』（岸田辰彌）　　
  - 『お國歌舞伎』（久松一聲）

#### 月組
- 8月1日 - 8月31日　宝塚大劇場	
  - 『佐渡おけさ』（水田茂）　　
  - 『日本花笠始』（久松一聲）　
  - 『花詩集』（白井鐵造）

#### 雪組
- 8月1日 - 8月20日　宝塚中劇場	
  - 『鎌倉繪巻』（小野晴通）　
  - 『失業者』（岸田辰彌）　　　　
  - 『杭爭ひ』（久松一聲）
  - 『ロマンス・オリアンタル』（小西昌三）

#### 花組
- 9月1日 - 9月30日　宝塚大劇場	
  - 『金岡』（竹原光三）　
  - 『プツティト・スイツ』（岡田恵吉）　　
  - 『鐘ヶ淵』（坪井正直）　　
  - 『花詩集』（白井鐵造）

#### 星組
- 10月1日 - 10月31日　宝塚大劇場	
  - 『リシュヤシュリンガ』（松居桃多郎）　　
  - 『狐』（水田茂）　
  - 『花詩集』（白井鐵造）

#### 月組
- 10月1日 - 10月22日　宝塚中劇場
  - 『姉川巷談』（小野晴通）　
  - 『巴里のアパッシュ』（中西武夫）
  - 『天龍川』（坪井正直）　　
  - 『ロミオとジュリエット』（坪内士行　編集）

#### 花組
- 11月1日 - 11月30日　宝塚大劇場	
  - 『國譚孔雀明王經』（久松一聲）
  - 『學園の處女達』（横田邦造）　　
  - 『プリンセス・ナネット』（岸田辰彌）

#### 組不明
- 11月1日 - 11月22日　宝塚中劇場　＊土曜、日曜、祝日	
  - （月組10月公演と一緒）

#### 雪組
- 12月1日 - 12月28日　宝塚中劇場
  - 『仇討公曉』（小野晴通）
  - 『九官鳥』（坪内士行）
  - 『兄彥弟彥』（岸勇）
  - 『シャッポー・イタリアン』（堀正旗）

### 東京公演

#### 月組
- 3月24日 - 4月7日　新橋演舞場
  - 昼公演
    - 『太刀盗人』（水田茂）
    - 『惜春譜』（水田茂）
    - 『巴里ニューヨーク』（白井鐡造）

  - 夜公演
    - 『十津川少女』（小野晴通）
    - 『鏡獅子』（水田茂）
    - 『巴里ニューヨーク』（白井鐡造）

#### 花組
- 7月1日 - 7月12日　新橋演舞場
  - 『落窪姫』（久松一聲）
  - 『ジャンヌの扇』（白井鐡造）
  - 『夜討』（楳茂都陸平）
  - 『ベルリン娘』（堀正旗）

- 7月13日 - 7月23日　新橋演舞場
  - 『ライラック・タイム』（白井鐡造）
  - 『火吹竹参内』（久松一聲）
  - 『サーカス』（岩村和雄）
  - 『ラヴリイ・ラーク』（佐藤邦雄）

#### 月組
- 10月1日 - 10月25日　新橋演舞場
  - 『輪捕り』（久松一聲）
  - 『プリンスイゴール』（オソフスカヤ）
  - 『誘拐事件』（坪内士行）
  - 『ネオパリゼット』（白井鐡造）

### 宝塚・東京以外の公演
- 月組　4月9日・10日　名古屋公会堂

- 月組　6月3日 - 6月10日　熊本、久留米、博多、若松、広島

- 花組　6月14日　大阪・国民会館

- 月組　6月17日　大阪・中央公会堂

- 花組・専科　6月27日・28日　名古屋公会堂

- 月組　9月16日・17日　大阪・中央公会堂

- 月組　9月23日・24日　京都・岡崎公会堂

- 雪組　10月28日・29日　名古屋公会堂

- 雪組　11月11日　大阪・信濃橋倶楽部

- 雪組　11月14日・15日　大阪・朝日会館